# The Eyes of Mystery
The Eyes of Mystery è un film muto del 1918 diretto da Tod Browning. La sceneggiatura si basa sul racconto The House in the Mist di Octavus Roy Cohen e J. U. Giesy pubblicato su People's Magazine il 10 agosto 1917.

## Trama
Carma Carmichael viene rapita dalla casa dove vive con suo zio Quincy e portata nella vecchia residenza dei Carmichael nel Sud da suo padre Roger. Lo zio manda il giovane Jack Carrington a investigare. Dapprima la ragazza non si fida del nuovo venuto ma presto viene a sapere che l'uomo che l'ha rapita non è suo padre, ma un impostore che ha ucciso il vero Roger e che ora vive occupando la tenuta insieme a una banda di scagnozzi. Dopo che il falso Roger tenta di uccidere Jack, quest'ultimo attacca la casa. Arriva anche zio Quincy con i suoi uomini: ora Jack e Carma sono salvi e, finalmente, si abbracciano.

## Produzione
Il film fu prodotto dalla Metro Pictures Corporation con il titolo di lavorazione The House in the Mist.

## Distribuzione
Distribuito dalla Metro Pictures Corporation, il film uscì nelle sale cinematografiche USA il 21 gennaio 1918.